# Bopyrissa liberorum
Bopyrissa liberorum is een pissebed uit de familie Bopyridae. De wetenschappelijke naam van de soort is voor het eerst geldig gepubliceerd in 1985 door Markham.